# Стрижавка (Винницкая область)
Стри́жавка (укр. Стрижавка) — посёлок в Винницком районе Винницкой области Украины.

## Географическое положение
Находится на обоих берегах реки Южный Буг, у впадения в него реки Десна. 
К югу от посёлка находится памятник природы «Кабачок».

## История

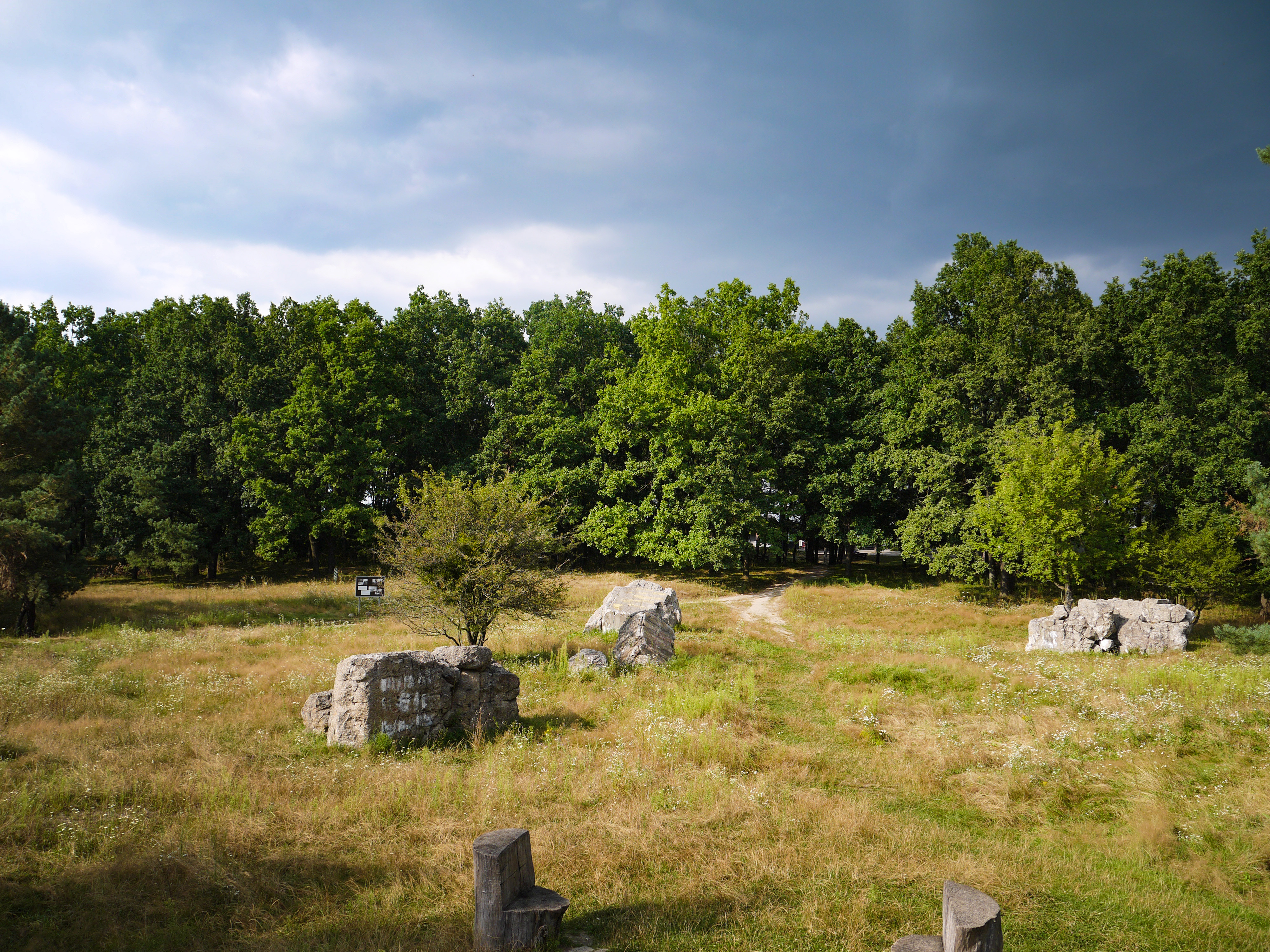
Руины ставки «Вервольф»

По состоянию на начало 1901 года являлась местечком Винницкого уезда Подольской губернии с населением 2280 человек, здесь действовали воскобойный, винокуренный, пивоваренный и кирпичный заводы, церковно-приходская школа, много лавок, водяная мельница, торговая баня, 2 православные и католическая церковь, синагога, 2 еврейских молитвенных дома; регулярно проходили ярмарки.
Возле Стрижавки находятся руины ставки Гитлера «Вервольф».
В январе 1989 года численность населения составляла 8424 человека.
В мае 1995 года Кабинет министров Украины утвердил решение о приватизации находившегося здесь гранитного карьера.

## Население
По состоянию на 1 января 2013 года численность населения составляла 9046 человек.

### Языковой состав
Во время переписи 2001 года 94,86 % населения посёлка указали украинский язык родным, 3,38 % — русский, 1,76 % — другие языки.

## Транспорт
Через посёлок проходит шоссейная дорога Винница—Киев.

## Религия
В посёлке действует храм святых мучениц Веры, Надежды, Любви и матери их Софии, храм святителя Николая Чудотворца, храм Покрова Пресвятой Богородицы (с. Коло-Михайловка) и храм Успения Пресвятой Богородицы Винницкого районного благочиния Винницкой епархии Украинской православной церкви.
Также имеется католический костел Матери Божьей Скорбящей.